# Zonder titel (Irene Lopez Leon)
Op de gevel van een gebouw op de hoek van de Zeeburgerdijk en de Molukkenstraat in Amsterdam-Oost, in de Nederlandse gemeente Amsterdam, bevindt zich een titelloze muurschildering.
De genoemde hoek bestaat aan de kant van de Molukkenstraat (huisnummer 1) uit een bijna volledig blinde muur van baksteen, slechts vier raampjes en een deur onderbreken de gevel. Net als andere loze portieken in de Indische Buurt werd deze veelal gebruikt door graffitispuiters, waarop de woningbouwvereniging, in dit geval Eigen Haard het weer moest reinigen. Uit een potje van die woningbouwvereniging werden daarom een aantal portieken voorzien van afbeeldingen op graffitiproof materiaal. De afbeeldingen verwezen daarbij naar Indonesië. Het hoekgebouw is een ander verhaal; de gevel is twaalf meter breed en vier bouwlagen (grond tot daklijst) hoog. Er werd samenwerking gezocht met Street Art Museum Amsterdam en de keus viel op muurkunstenares Irene Lopez Leon, die in diverse Europese steden (voornamelijk Barcelona waar ze woont) muurschilderingen heeft gezet. Irene Lopeze Leon kwam met drie voorbeelden waarbij stadsdeel, ondernemers, bewoners etc. voor een ontwerp kozen dat bestaat uit een tweetal vogels en enkele bloemen die terug zouden voeren op Indonesië.
In juli 2021 was de kunstenaar een week bezig met het zetten van de schildering.    